# Paranoia
|  | Per a altres significats, vegeu «Paranoia (joc de rol)». |

La paranoia (del grec antic παράνοια, bogeria, de para, fora i nous ment) és un procés distorsionat del pensament caracteritzat per una ansietat o por excessives, sovint fins al punt de la irracionalitat i el deliri. El pensament paranoic sol incloure creences persecutòries corresponents a un complot.

## Ús en psiquiatria
Més recentment, l'ús clínic del terme s'ha emprat per a descriure deliris on la persona afectada creu que l'estan perseguint. Específicament, s'ha definit per contenir dos elements centrals:
1. L'individu creu que està sofrint, o sofrirà, algun dany.
2. L'individu creu que el perseguidor el vol danyar.

La paranoia sol estar associada amb malalties psicòtiques, particularment esquizofrènia, tot i que elements atenuats es poden presentar en altres diagnòstics no centrats en la psicosi, com ara trastorn paranoide de la personalitat. La paranoia també pot ser un efecte secundari de medicaments i drogues com la marihuana i especialment d'estimulants com la metamfetamina.
En l'ús menys restrictiu del terme, els deliris paranoides poden incloure la creença que hom està essent perseguit, enverinat o estimat a distància (sovint per un personatge mediàtic o persona important, un deliri conegut com a erotomania o síndrome de Clerambault).
Altres deliris paranoides comuns inclouen la creença que hom té una malaltia o infecció parasitària; que hom té una missió especial o que ha estat escollit per Déu; que a hom li han inserit o extirpat pensaments de la consciència; o que les seves accions estan controlades per una força externa.
Per tant, en l'ús comú, el terme paranoia es refereix a tot un ventall d'estats mentals, que s'assumeix, per l'ús del terme, que són d'origen psiquiàtric, en els quals el subjecte es veu generalitzant o projectant pors i ansietats en el món exterior, particularment en la forma d'una organització centrada en ell. La síndrome s'aplica de la mateixa manera a gent poderosa, com executius o polítics convençuts que hi ha complots contra seu, i a gent que creu, per exemple, que agències secretes operen contra ells.

## Història
El terme paranoia va ser usat per Emil Kraepelin per descriure una malaltia mental en la qual una creença delirant és l'únic o més destacada característica. En el seu intent original de classificar diferents formes de malalties mentals, Kraepelin va utilitzar el terme paranoia pura per descriure una condició on el deliri era present, però sense cap deteriorament aparent de les habilitats intel·lectuals i sense cap altra característica de la demència precoç, aquesta condició més tard reanomenada esquizofrènia. És notable que, en la seva definició, la creença no ha de ser persecutòria per a ser classificada de paranoide, o sigui que qualsevol creença delirant es podia classificar de paranoia. Per exemple, una persona que té l'única creença delirant de ser una important figura religiosa seria classificada per Kraepelin com a malalt de 'pura paranoia'